# Otto von Lossow
Otto von Lossow (Hof, 15 de janeiro de 1868 – Munique, 25 de novembro de 1938) foi um general do exército alemão designado para chefiar a região da Baviera no período da República de Weimar. Estava ao lado de Adolf Hitler no Putsch da Cervejaria de Munique, de 1923, apesar de ter desertado após receber ordens do general von Danner.

## Carreira militar
Ottto nasceu em Hof, no Reino da Baviera, e entrou no exército bávaro em 1888. Participou de várias missões, dentre elas, serviu junto ao contingente alemão no Levante dos Boxers.
Antes da Primeira Guerra Mundial ter início, Lossow era um general sem uma específica atribuição dentro do exército. Nos recrutamentos de agosto de 1914, Lossow foi designado para comandar o II Corpo de Reserva Bávaro. Lossow ficou neste comando até ser designado para ir à Istambul para, junto com o exército do Império Otomano, ajudar a desembarcar forças aliadas em Gallipoli.
Ficou no Império Otomano até o final da guerra, sendo condecorado com a patente de Major-general em seu regresso à Alemanha. Até se aliar a Hitler na cervejaria Bürgerbräu no putsch de 1923, foi instrutor militar no pouco que sobrou da infantaria do exército alemão pós-guerra. É interessante notar que Lossow, assim como outros veteranos de guerra, acreditavam num levante efetuado por meio de um exército paramilitar, pois o efetivo do exército oficial não atingiria o suficiente de interessados para tal objetivo.

## O Putsch de 1923
Otto von Lossow fazia parte de um triunvirato essencial para a realização do golpe. Junto com ele estavam Gustav Ritter von Kahr, ministro-presidente da Baviera, e o Coronel Hans Ritter von Seisser, chefe da polícia bávara (Landespolizei).
A região da Baviera, mesmo sob comando dos líderes da República de Weimar, possuía certa autonomia e iniciativa por ter o apoio de muitos alemães de extrema-direita que achavam que precisavam agir contra o inimigo vermelho que "apunhalou o povo alemão pelas costas" (termo comumente utilizado na época para se referir àqueles que assinaram o Tratado de Versalhes, consolidando a derrota alemã na guerra junto com severas punições jamais perdoadas).
Lossow esteve ao lado de Ludendorff, Göring, Eckart e outros na cervejaria antes do golpe e apoiou efusivamente os líderes do recém-nomeado NSDAP. Durante o golpe, através do General von Seeckt, recebeu ordens de von Danner para desistir do golpe e realojar-se na infantaria no centro de Munique. Otto, junto com Seisser e Kahr, retornou aos quartéis no centro de Munique para encontrar von Danner e, de fato, desertar do putsch.
Morreu em Munique, em 1938.